# Giuliano (comes Orientis)
Giuliano (latino: Iulianus; ... – 363) fu un politico romano imparentato con l'imperatore Giuliano.

## Biografia
Giuliano è attestato dalle fonti come zio materno dell'omonimo imperatore; era dunque fratello di Basilina, moglie di Giulio Costanzo e madre dell'imperatore, e probabilmente figlio di Giulio Giuliano, uomo politico di spicco che ricoprì anche la carica di console nel 325. Ebbe una moglie cristiana.
Era in buoni rapporti con il retore Libanio, che gli indirizzò diverse lettere; fu Giuliano a presentare Libanio all'imperatore.
Nel 362 Giuliano era governatore della Frigia; il nipote lo elevò al prestigioso rango di Comes Orientis. Giuliano era un cristiano, ma durante il regno del nipote si convertì al paganesimo, e si prodigò per diffonderlo, meritandosi le lodi di Libanio e quelle del nipote per aver restaurato il tempio di Apollo a Dafne; requisì le proprietà della chiesa di Antiochia, ma morì poco dopo.